# 飄洋過海來愛你
《飄洋過海來愛你》，是一部描寫簡志宗、阮清水、江俊賢、阮幸源、李建成、阮清快、蔡啟明、蔡含汝慈濟師姊與師兄們的真實人生電視劇，也是關於新住民的真實故事，由阮秋姮、夏靖庭、梁湘華、韓宜邦 、阮安妮、謝其文、馬力歐 、潘奕如等演員領銜主演，於2021年3月12日在大愛電視20:00首播。
2021年10月2日該戲劇入圍第56屆金鐘獎『戲劇節目獎』，以及該劇女主角阮秋姮飾演阮幸源角色入圍第56屆金鐘獎『戲劇節目最具潛力新人獎』。

## 大愛會客室

### 首播
| 片名       | 頻道       | 播映日期      | 播映時間        |
| 大愛會客室 | 大愛海外台 | 2021年3月12日 | 21:00-21:11播出 |
| 大愛會客室 | 大愛電視台 | 2021年3月12日 | 00:19-00:30播出 |
| 大愛會客室 | 大愛海外台 | 2021年3月12日 | 09:49-10:00播出 |

## 播出時間
以下時間以當地時間（台灣時間）為準

### 電視首播
| 頻道                            | 所在地               | 播映日期                     | 播映時間                  |
| 大愛電視台 （數位頻道同步播出） | 台灣                 | 2021年3月12日－2021年4月22日 | 20:00-20:48播出（無廣告） |
| 大愛海外台                      | 與大愛電視台同步播出 | 2021年3月12日－2021年4月22日 | 20:00-21:00播出（含廣告） |
| 台灣電視台                      | 台灣                 | 2025年2月12日－2025年3月25日 | 20:00-21:00播出（含廣告） |

### 網路首播
| 頻道                 | 備註                 | 播映日期                     | 播映時間                  |
| Yahoo! TV            | 與大愛電視台同步播出 | 2021年3月12日－2021年4月22日 | 20:00-20:48播出（無廣告） |
| YouTube 大愛網路劇場 | 與大愛電視台同步播出 | 2021年3月12日－2021年4月22日 | 20:00-20:48播出（無廣告） |

### 電視重播
| 頻道                            | 所在地 | 播映日期                     | 播映時間                  |
| 大愛電視台 （數位頻道同步播出） | 台灣   | 2023年1月10日－2023年2月16日 | 20:00-20:48播出（無廣告） |

## 演員列表

### 主要演員
| 演員   | 角色   | 介紹 |
| 阮秋姮 | 阮幸源 | 江俊賢的妻子，江立德、江立偉的母親 個性乖巧，賢妻良母性格，為了改善家中經濟狀況，決定獨自一人隻身來到台灣嫁給江俊賢，原本跟婆家的關係不錯，但後來跟婆婆、丈夫之間的相處也有些疙瘩，後來加入慈濟之後，跟婆家之間的關係越來越好。 |
| 夏靖庭 | 江俊賢 | 阮幸源的丈夫，江立德、江立偉的父親 做彩繪玻璃，到越南仲介紹下認識了阮幸源，非常尊重自己老婆幸源的內心想法，也很孝順常到鄉下看自己母親。 |
| 梁湘華 | 阮清水 | 簡志宗的妻子，阮清喜的姨甥女，簡建中、簡建明的母親 由於自己阿姨阮清喜也從越南嫁來台灣，聽從自己母親意見與清喜介紹也來台灣嫁給簡志宗，原本是個很浪費、脾氣很差的人，一天到晚都只想著賺錢，跟婆家之間的關係也都很不好，動不動就怨天尤人，怪東怪西，也會罵老公、打小孩，但後來加入慈濟之後，才發現老公和公婆其實都對自己很好，只是自己都不懂得珍惜，後來想改變到自己以前的壞習慣和脾氣，也跟婆家和老公、小孩之間的關係也都保持著良好的關係。 |
| 韓宜邦 | 簡志宗 | 阮清水的丈夫，阮清喜的姨甥婿，簡建中、簡建明的父親 出生於三重，曾經在機械工廠上班，工廠關門後改行開始自己當老闆做起水電行業，收入不錯，對老婆清水很好，但她很浪費，不懂得節儉，也會一直亂發脾氣，導致夫妻之間的關係不好，後來老婆清水加入慈濟之後，壞習慣、脾氣都有慢慢在改變，讓自己對老婆清水開始慢慢的感到放心。 |
| 阮安妮 | 阮清快 | 李建成的妻子，阮清玲的姊姊，李家祥、李欣怡的母親 老公建成對自己很好，但後來自己有開一間店，把自己搞得魂不守舍，人不像人，但後來去慈濟之後，有慢慢的在改變，懂得體貼身邊的孩子和老公，讓自己和老公、孩子之間的關係達到一個完善的樣子。 |
| 謝其文 | 李建成 | 阮清快的丈夫，李家祥、李欣怡的父親，阮清玲的姊夫 個性體貼顧家，對孩子、老婆都很好，每個事情都想做到兩全其美。 |
| 馬力歐 | 蔡啟明 | 蔡含汝的丈夫，雅雅的父親 因為自己每件事想做什麼就做，都不懂得想到前因後果，也在外面偷賭博，欠債，讓妻子含汝為自己吃了很多苦，也常常吵架，夫妻之間的關係就很不好，後來慢慢懂得體貼老婆含汝為自己所做的事有多麽辛苦，才跟老婆含汝的關係慢慢的在改變。 |
| 潘奕如 | 蔡含汝 | 蔡啟明的妻子，雅雅的母親 為了老公啟明在外面所做的事，一天到晚就要為他擦屁股，讓自己的生活過得十分艱辛，常常覺得自己很累，不想再繼續下去，但自己還是持之以恆，一直都不放棄，後來老公啟明有慢慢去了解自己的苦心，兩人之間的感情才越來越好。 |

### 次要演員
| 演員   | 角色   | 介紹                                                                                      |
| 赫容   | 志宗母 | 簡志宗的母親，簡建中、簡建明的奶奶，阮清水的婆婆 非常疼愛自己媳婦阮清水。                 |
| 楊烈   | 志宗父 | 簡志宗的父親，簡建中、簡建明的爺爺，阮清水的公公 期待兒子與媳婦能早日生出孩子。           |
| 李淑楨 | 簡淑芬 | 王博正的妻子 是一位熱心助人又會鼓勵人的師姊，自己會盡自己做得到的力量去幫助需要幫助的人。 |
| 劉黛瑩 | 小蓮   | 簡淑芬師姐朋友，大陸籍來台灣，張明達的老婆，懷孕期間曾被打傷。                            |
| 林嘉俐 | 羅美珠 | 是位有智慧又有能力的師姊。EP23.30                                                         |
| 范瑞君 | 蕭鳳滿 | 慈濟師姊，鼓勵清水、清快、幸源要勇敢面對自己面臨自己的問題和挫折。                        |
| 李秀紗 | 葉由甘 | 慈濟師姊，和淑芬師姊一起去關心、鼓勵小蓮。                                                |
| 黃婕菲 | 郭秀琴 |                                                                                           |
| 葉衣庭 | 陳藝方 |                                                                                           |
| 林乃華 | 建成母 | 李建成的母親，李家祥、李欣怡的奶奶，阮清快的婆婆                                          |
| 鄭平君 | 建成父 | 李建成的父親，李家祥、李欣怡的爺爺，阮清快的公公                                          |
| 吳佳珊 | 俊賢母 | 江俊賢的母親，江立德、江立偉的奶奶，阮幸源的婆婆                                          |
| 謝麗金 | 明慧   | 幸源的朋友                                                                                |
| 錦雯   | 老闆娘 | 檳榔攤老闆娘，月梅的上司，清水之前上司                                                    |
| 馬國畢 | 阿才   | 江俊賢的好朋友，曾經陪俊賢到機場接機                                                      |
| 馬國賢 | 王博正 | 簡淑芬師姐的先生                                                                          |

### 其他演員
| 演員     | 角色             | 介紹 |
| 游君萍   | 阮清玲           | 阮清快的妹妹，李建成的小姨子                                                                                   |
| 劉濟民   | 阿俊             | 志宗的好友 |
| 李秉樺   | 雄哥             | 。 |
| 周辰達   | 阿輝             | 。 |
| 翁國豪   | 葉永發           | 。 |
| 李國楨   | 張明達           | 小蓮的丈夫 |
| 阮千又   | 阮清喜           | 清水的阿姨 |
| 泡芙姊姊 | 月梅             | 清水的好友 |
| 李姵婕   | 金鳳             | 清快的朋友，會聽清快聊心事                                                                                     |
| 洪珮珈   | 宜芳             | 。 |
| 劉尚恩   | 阿力             | 。 |
| 陳德強   | 清水父           | 清水的父親，志宗的岳父                                                                                         |
| 趙傑忠   | 幸源父           | 幸源的父親，俊賢的岳父                                                                                         |
| 黎秋香   | 幸源母           | 幸源的母親，俊賢的岳母                                                                                         |
| 吳正中   | 成哥             | 阿妮的男友，會騷擾清快，讓她感到很不舒服。                                                                     |
| 黃錦妝   | 阿秀             | 。 |
| 周芷瑩   | 阿紅             | 阿俊的妻子，會煮飯給阿俊和志宗吃，跟清水因誤會在菜市場吵架、打架導致兩人都被帶到警察局。                       |
| 蔡緁玲   | 林少梅           | 。 |
| 丘詩蘭   | 阿金             | 。 |
| 郭英育   | 坤伯             | 。 |
| 蔡明瀚   | 工廠領班         | 月梅、清水之前主管                                                                                             |
| 高騰飛   | 田哥             | 志宗的朋友，住院時，清水、志宗一起來關心自己。                                                                 |
| 李虹秀   | 蔡家房東         | 蔡啟明、蔡含汝的房東                                                                                           |
| 陳秋柳   | 清快表阿姨       | 清快的表阿姨，建成的表姨甥婿                                                                                   |
| 謝明君   | 幼稚園老師       | 。 |
| 范瑞薔薇 | 越南同鄉         | 與阮幸源搭同班飛機來到台灣，彼此投緣有話聊，到機場時看到幸源沒等她老公來接送且孤單一人，決定找航警來協助幫忙。 |
| 簡慶鋒   | 自助餐廳老闆     | 啟明、含汝的朋友                                                                                               |
| 孫睿均   | 簡建中（幼年）   | 。 |
| 張育誠   | 簡建中（少年）   | 簡志宗、阮清水的兒子                                                                                           |
| 陳祈睿   | 簡建明（幼年）   | 。 |
| 邵宇匯   | 簡建明（少年）   | 簡志宗、阮清水的兒子                                                                                           |
| 黃少東   | 江立德（嬰兒）   | 。 |
| 陳映澐   | 江立德（幼年）   | 。 |
| 謝礎安   | 江立偉（幼年）   | 江俊賢、阮幸源的兒子                                                                                           |
| 楊彗卉   | 李家祥（嬰兒）   | 。 |
| 吳秉恩   | 李家祥（幼年一） | 。 |
| 張霆偉   | 李家祥（幼年二） | 。 |
| 吳哲宏   | 李家祥（少年）   | 李建成、阮清快的兒子                                                                                           |
| 王嘉婧   | 李欣怡（幼年一） | 。 |
| 李品萱   | 李欣怡（幼年二） | 李建成、阮清快的女兒                                                                                           |
| 蕭晴曦   | 雅雅             | 蔡啟明、蔡含汝的女兒                                                                                           |
| 賴品璇   | 阿妮             | 成哥的女友 |

### 客串演員
| 演員   | 角色 | 介紹 |
| 馬惠珍 | 阿桂 | 慈濟師姊 |
| 徐愷   | 航警 | 阮幸源首次到臺灣桃園國際機場時，由於幸源等不到自己老公來接送，加上不太會說國語，於是協助她幫忙找尋她的老公。 |

## 電視劇歌曲
| 曲別   | 歌名       | 演唱者 | 作詞          | 作曲   | 編曲          | 製作人 | 合聲   |
| 片頭曲 | 有你就有家 | 曾淑勤 | 李淑楨        | 曾淑勤 | 李宗軒        | 熊儒賢 | 呂莘   |
| 片尾曲 | 牽你的手   | 方宥心 | 陸中玲 陳宗緯 | 陳宗緯 | 陳宗緯 李宗軒 | 王維剛 | 王馨濂 |
| 插曲   | 雲中月圓   |        | 陳素進        | 高樂榮 | 張振杰        |        |        |
| 插曲   | 反背       |        | 蕭茂成        | 蕭茂成 | 張振傑        |        |        |
| 插曲   | 愛到坎站   |        | 郭之儀        | 郭之儀 | 蔡宏勳        |        |        |

## 大愛會客室名單
| 集數  | 日期          | 來賓           | 主持人 |
| 第1集 | 2020年3月12日 | 章可中、王顯彬 | 譚艾珍 |
| 第2集 | 2020年3月15日 | 林麗蟬、阮秋姮 | 譚艾珍 |
| 第3集 | 2020年3月16日 | 林麗蟬、阮秋姮 | 譚艾珍 |

## 工作人員列表

### 製作團隊
- 監　製：王端正、葉樹姍、顧文珊
- 戲劇顧問：龐宜安
- 總策劃：賈玉華
- 製作人：王顯彬
- 編　劇：李依潔、林佳慧、林美子
- 編  審：陳慧慈
- 執行製作人：李湧
- 顧　問：羅美珠、簡淑芬、阮清水、阮幸源、阮清快、蔡含汝
- 企宣統籌：董碧玲
- 企　宣：黃玟瑜、詹智凱、翁詩閔
- 導　演：章可中
- 製片統籌：邱顯全
- 副導演：邱淑苹
- 執行製作：葉建男
- 製作助理：李佾瑋
- 場　記：張心渝
- 攝影指導：魏思傑
- 攝影師：賴仕偉
- 攝影助理：王維謙、陳品先、江雲凱
- 成音師：陳柏華
- 成音助理：黃奕瑞
- 燈光師：潘藝元

- 燈光助理：高凡軒、周家平
- 美術指導：田子豪
- 道具師：劉政義
- 道具師：古安娜
- 造型指導：張語菲
- 化妝師：風喬羚
- 梳妝師：陳勤蕙
- 梳化助理：林芯宇、劉孟萍
- 服裝師：吳淑慧
- 服裝助理：吳旻純
- 場務領班：王楊茗
- 場務助理：李信雄
- 花絮編導：藍雍森
- 海報設計：葉清松
- 海報攝影：尤能傑
- 調　光：楊儉業
- 後  製：陳仲涵
- 片頭設計：龍捲風工作室
- 合成特效：溫泉蛋
- 音效指導：余政憲
- 音樂效果：吳知穎、方子文
- 配樂編曲：徐儀芳、余政憲
- 後期錄音：林奕辰
- 歌曲顧問：柯紀瑋
- 越語字幕：阮妶莊
- 協力廠商：映色有限公司、杰瑞音樂有限公司、猴子電男孩影藝有限公司、永焺影視器材有限公司、諭昇工作室、清田設計、崴傑攝影、連體數位廣告、格列佛有限公司

## 獎項紀錄
| 年份   | 頒獎典禮           | 獎項名稱               | 入圍者             | 結果 |
| 2021年 | 第56屆金鐘獎       | 戲劇節目獎             | 《飄洋過海來愛你》 | 提名 |
| 2021年 | 第56屆金鐘獎       | 戲劇節目最具潛力新人獎 | 阮秋姮             | 提名 |
| 2021年 | 第26屆亞洲電視大獎 | 最佳女配角獎           | 阮秋姮             | 提名 |
| 2021年 | 第26屆亞洲電視大獎 | 最佳男配角獎           | 馬力歐             | 提名 |

## 外部連結
- 飄洋過海來愛你 官方網站 （页面存档备份，存于）－大愛劇場
- 大愛劇場的Facebook專頁
- 《飄洋過海來愛你 （页面存档备份，存于）》-YAHOO! TV （页面存档备份，存于） 線上看

| 臺灣 大愛電視 每週一至週五 20:00 - 20:48                     | 臺灣 大愛電視 每週一至週五 20:00 - 20:48                | 臺灣 大愛電視 每週一至週五 20:00 - 20:48           |
| ------------------------------------------------------------ | ------------------------------------------------------- | -------------------------------------------------- |
|                                                              | 飄洋過海來愛你 （2021年3月12日－2021年4月22日）         |                                                    |
| 姊姊向前衝 （2021年1月27日－2021年3月11日）                  | 阿良的歸白人生 （2021年4月23日－2021年5月28日）         |                                                    |
| 臺灣 大愛電視 每週一至週五 20:00 - 20:48                     |                                                         |                                                    |
| 長情劇展-南國小太陽（重播） （2022年12月13日－2023年1月9日） | 飄洋過海來愛你（重播） （2023年1月10日－2023年2月16日） | 白袍的約定（重播） （2023年2月20日－2023年4月4日） |